# Un giorno nella vita (film 1946)
Un giorno nella vita è un film del 1946 diretto da Alessandro Blasetti.
È stato presentato in concorso al Festival di Cannes 1946.

## Trama
Durante la guerra, un gruppo di partigiani ricercati dai tedeschi si rifugia in un convento di suore. Considerando la presenza degli uomini come una violazione sacrilega dello stato di clausura, queste cercano di non avere contatti con gli uomini ma sono costrette a farlo per curare uno di essi, gravemente ferito. In lui la madre superiora riconosce l'uomo che le aveva ucciso il marito molti anni prima. A causa di un bombardamento aereo, i partigiani sono costretti a rimanere in convento più del previsto. Rifugiatisi nelle cantine, uomini e donne incominciano a simpatizzare. Una delle suore, addirittura, vorrebbe andarsene con i partigiani quando questi abbandonano il convento. Poco dopo, i tedeschi scoprono che le suore avevano ospitato i partigiani e per rappresaglia le fucilano. I partigiani, riconquistato il convento assieme agli alleati, vorrebbero vendicarsi passando per le armi i superstiti ma i corpi delle suore sembrano non chiedere alcuna vendetta. L'unica suora sopravvissuta è preda della follia e ripete senza sosta: "Nessuno di noi sa quello che fa".

## Incassi
Incasso accertato nelle sale a tutto il 31 dicembre 1952 £ 73.800.000

## Manifesti e locandine
I manifesti e le locandine del film, per l'Italia, furono realizzati dai pittori cartellonisti Luigi Martinati e Adolfo Capitani.

## Premi e riconoscimenti
- 1946[2] - Nastro d'argento

Regista del miglior film ad Alessandro Blasetti
Migliore fotografia a Mario Craveri